# Cimetière de Malmi
Le cimetière de Malmi (finnois : Malmin hautausmaa) est un cimetière des paroisses évangéliques luthériennes d'Helsinki situé dans le quartier de Malmi à Helsinki en Finlande.

## Présentation

### Le cimetière
La superficie du cimetière est de 65 hectares, dont 54 hectares sont des carrés de tombes. Environ 2 000 enterrements sont effectués chaque année, ce qui fait de Malmi le plus grand cimetière de Finlande. 
Il y a un total d'environ 50 000 tombes et environ 200 000 inhumations ont été faites pendant toute l'exploitation du cimetière.

### Construction
La chapelle de Malmi, conçue par l'architecte Selim Arvid Lindqvist est construite en 1923. 
À côté se trouvent les plus petites chapelles Est, Ouest et Nord, construites en 1950, 1952 et 1956. 
Le bâtiment de la chapelle abrite également un crématorium achevé en 1966. 
La construction du nouveau bâtiment du crématorium s'est achevé en novembre 2007 à proximité immédiate de la chapelle.

## Personnalités inhumées
Parmi les personnalités inhumées
| - Armi Aavikko, chanteuse - Elis Ask, un boxeur - Matti Bergström, musicien - Pirjo Bergström, musicien - Ossi Elstelä, acteur - Petri Gerdt, terroriste - Pauli Granfelt, musicien - Kalle Hagert, un homme d'affaires - Kauko Helovirta, acteur - Kaarlo Hildén, graphiste - Juho August Hollo, traducteur - Mikko Hovi, sculpteur - Risto Hyvärinen, diplomate - Tor Högnäs, éditeur - Ansa Ikonen, actrice - Tapio Ilomäki, musicien - Terho Itkonen, professeur, - Armas Jokio, acteur - Matti Jurva, chanteur - Aarne Juutilainen, officier, - Martti Jäppilä, chef d'orchestre, - Raimo Jääskeläinen, coiffeur - Birger Kaipiainen, dessinateur - Seija Karpiomaa, chanteuse - Aino Kassinen, voyante ; - Paavo Kastari, Ministre, - Laila Kinnunen, chanteuse - Unto Koistinen, peintre - Martti Kuningas, acteur - Aaro Kurkela, accordéoniste - Martti Larni, journaliste - Sakari Levänen, mathématicien - Kullervo Linna, chef d'orchestre - Yrjö Luukkonen, musicien, - Pekka Lounela, auteur - Toivo Mäkelä, acteur - Aimo Mäkinen, hockeyeur - Mikko Niskanen, réalisateur, - Auvo Nuotio, chanteur - Tapio Nurkka, acteur - Kirsti Ortola, comédienne | - Erkki Pajala, acteur - Pertti Palo, comédien - Tauno Palo, acteur - Eino Pekkala, homme politique - Mauno Pekkala, Premier ministre - Arndt Pekurinen, objecteur de conscience - Matti Pellonpää, acteur - Mika Piiparinen, compositeur - Pertti Purhonen, boxeur, - Tapio Rautavaara, chanteur, athlète - Pertti Reponen, - Aarne Saarinen, homme politique, - Irma Seikkula, actrice - Aarne Selinheimo, militant pour la paix - Yrjö Sirola, homme politique - Tabe Slioor, - Sten Suvio, boxeur, - Taavi Tainio, homme politique - J. Alfred Tanner, chanteur - Sakari Tohka, sculpteur - Samuli Toivio, comte, - Oke Tuuri, acteur - Reino Valkama, acteur - Väinö Valvanne, théosophe - Hannes Veivo, comédien - Raili Veivo, comédien - Olavi Virta, chanteur - Eero Wuori, Ministre, Diplomate - Niilo Wlläri, homme politique - Göran Ödner, saxophoniste, - Janne Ödner, guitariste - Tombe commune des dirigeants du SKP : - Aimo Aaltonen - Yrjö Enne - Tuure Lehén - Ville Pessi - Armas Äikiä - Charnier d'opposants au fascisme: - Martta Koskinen, - Veikko Pöysti, - Aatto Sallinen - Risto Westerlund, |

## Galerie

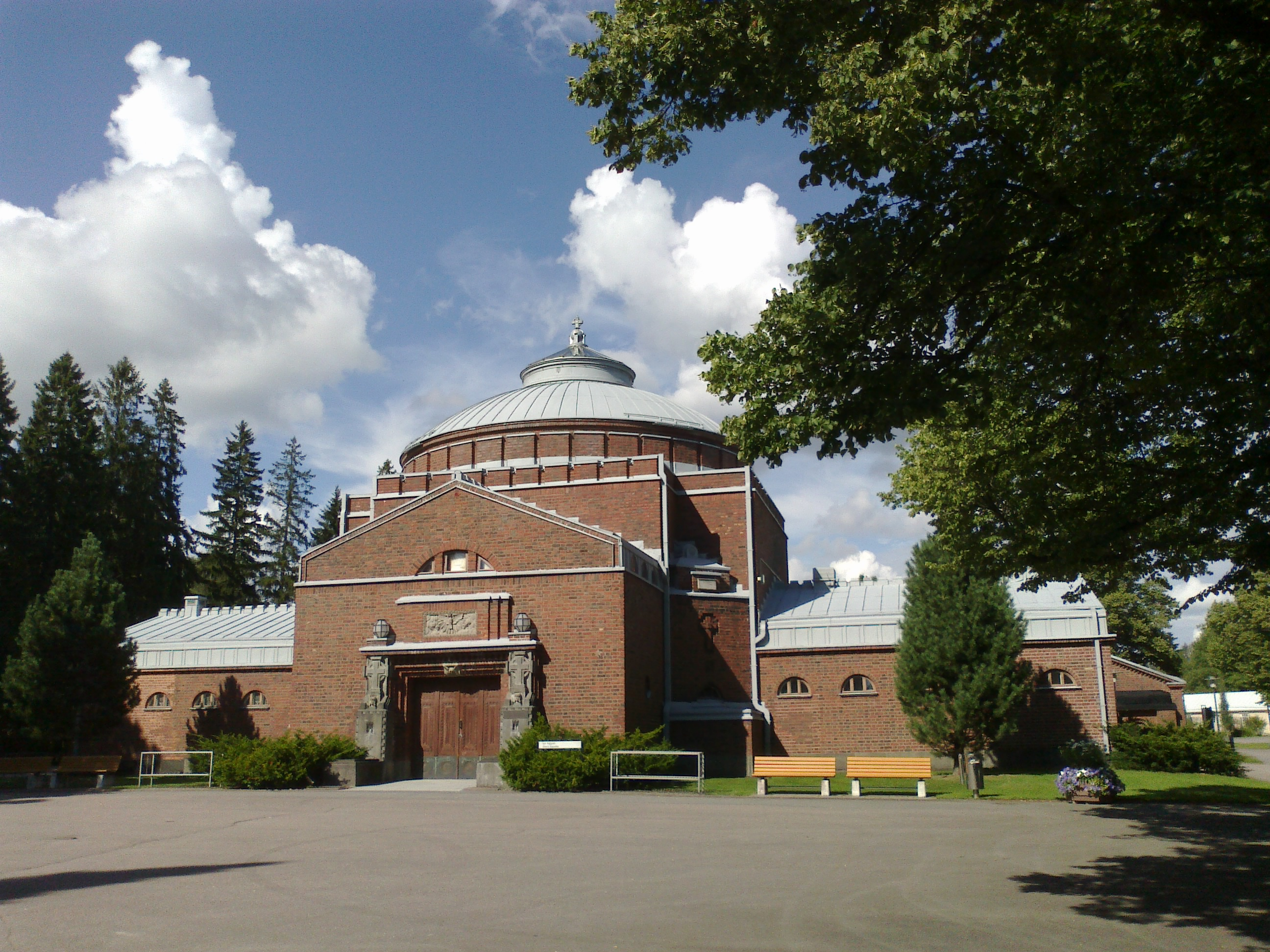
Chapelle conçue par Selim A. Lindqvist.
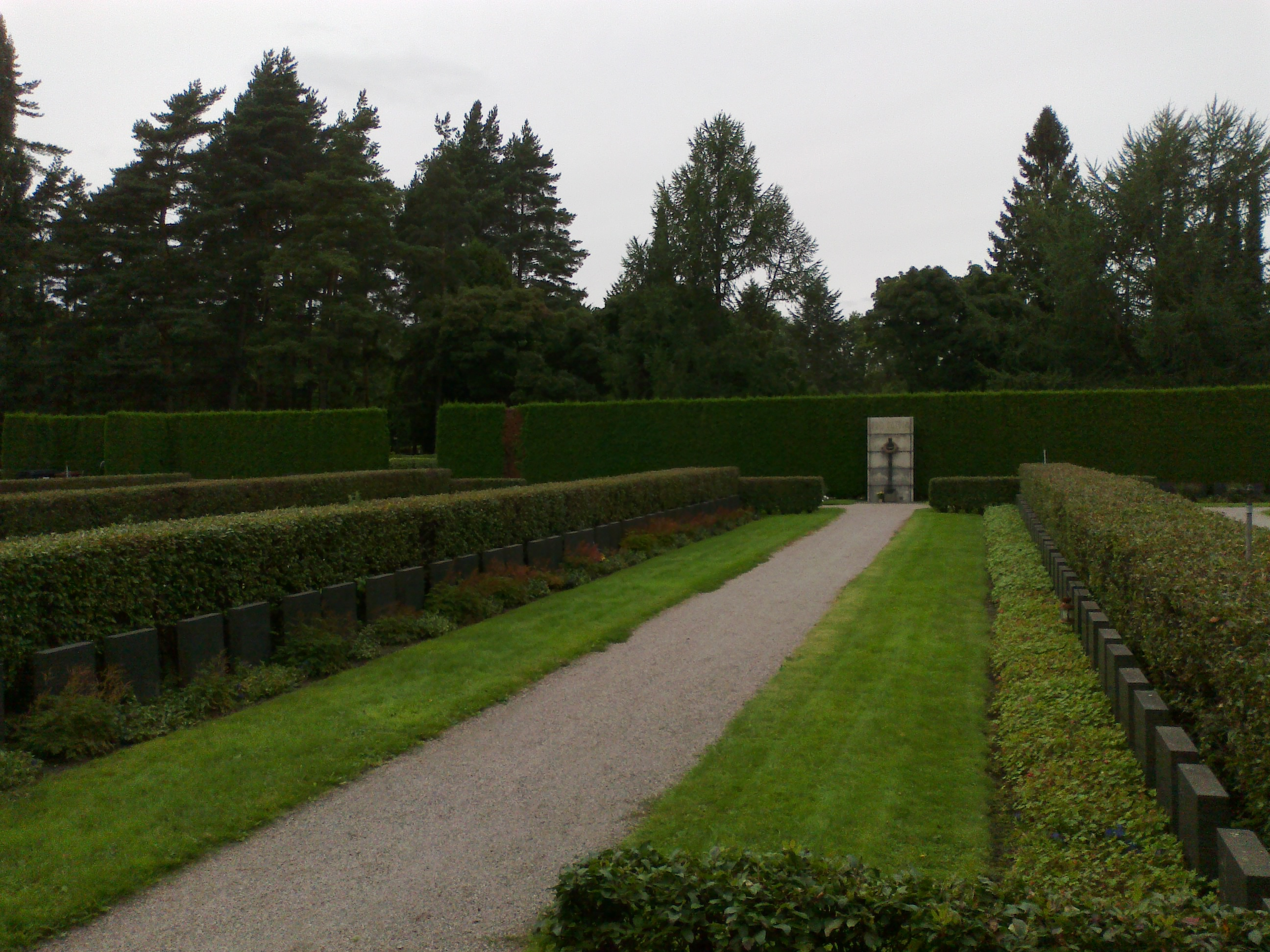
Tombes militaires.
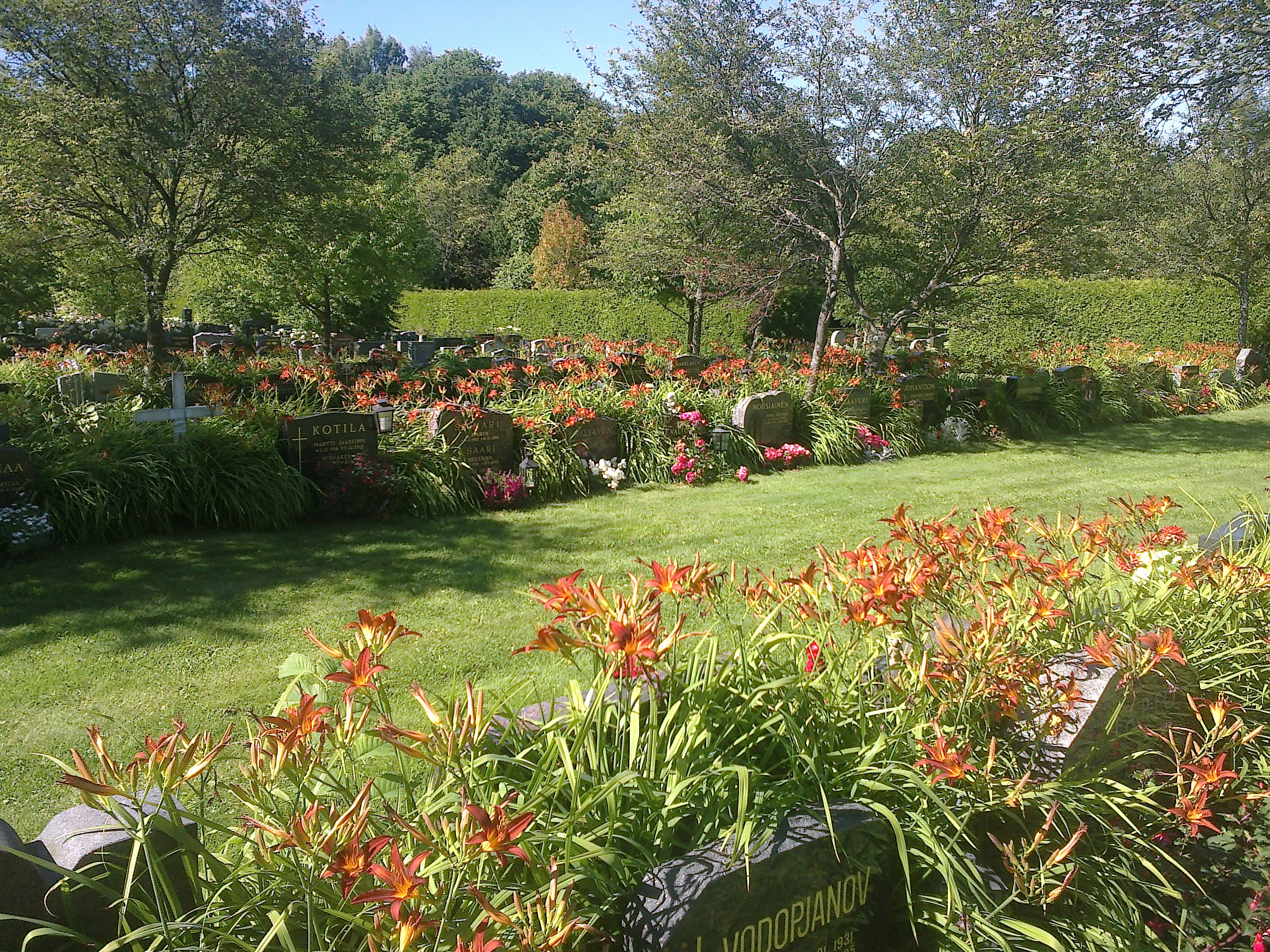
Tombes le long de la Lahdenväylä.
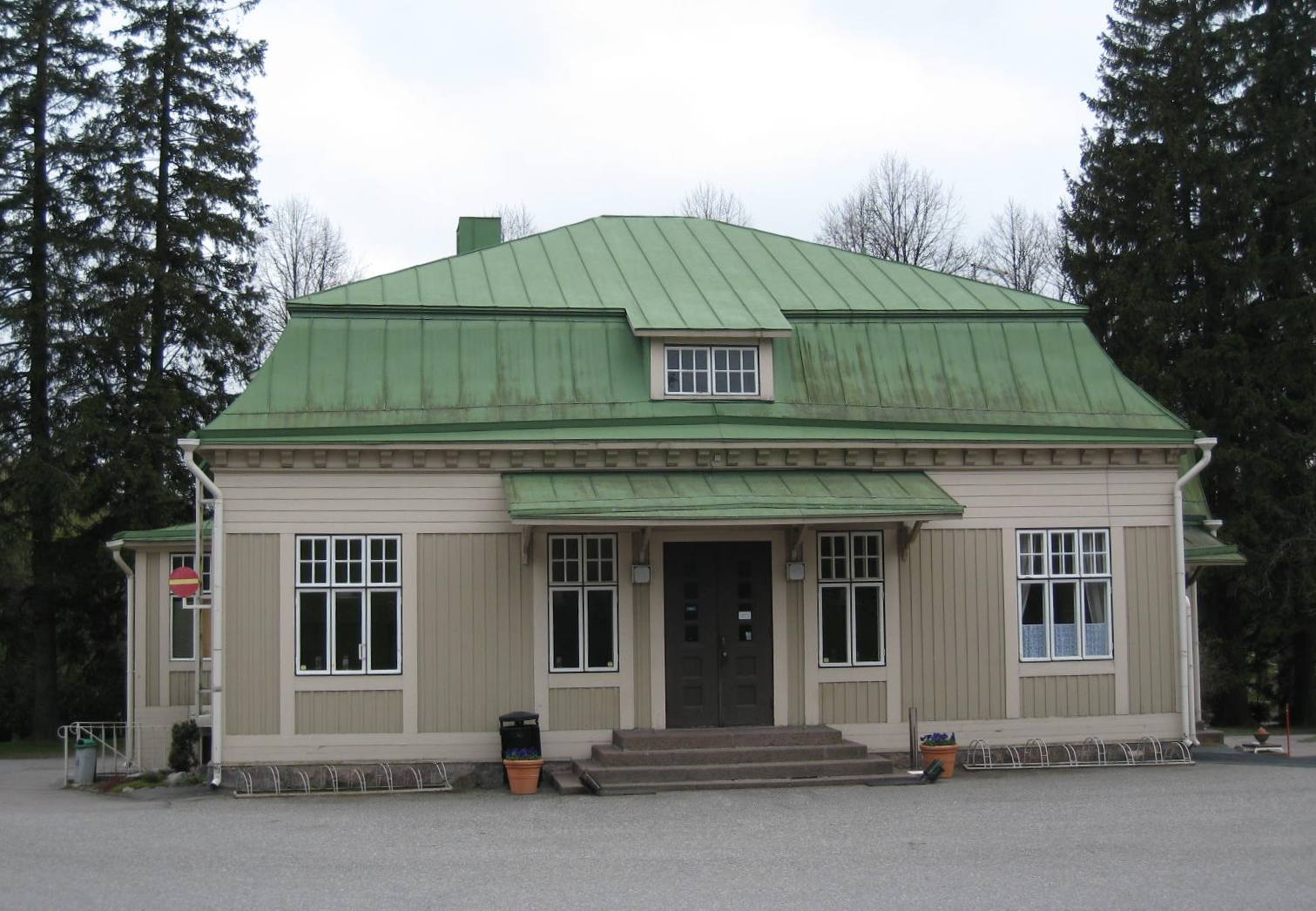
Ancienne gare du cimetière.